# سیروکوماب
سیروکوماب (انگلیسی: Sirukumab) نوعی آنتی‌بادی مونوکلونال انسانی است که با هدف درمان آرتریت روماتوئید طراحی گردیده است. این ترکیب علیه اینترلوکین 6 (IL-6) عمل می‌کند. اینترلوکین 6 نوعی سیتوکین التهاب‌زاست.
سیروکوماب هم‌اکنون در حال طی کردن مراحل کارآزمایی‌های بالینی می‌باشد. 
اثربخشی این دارو در درمان افسردگی نیز اکنون تحت تحقیق و بررسی است.